# Palácio da Bolsa

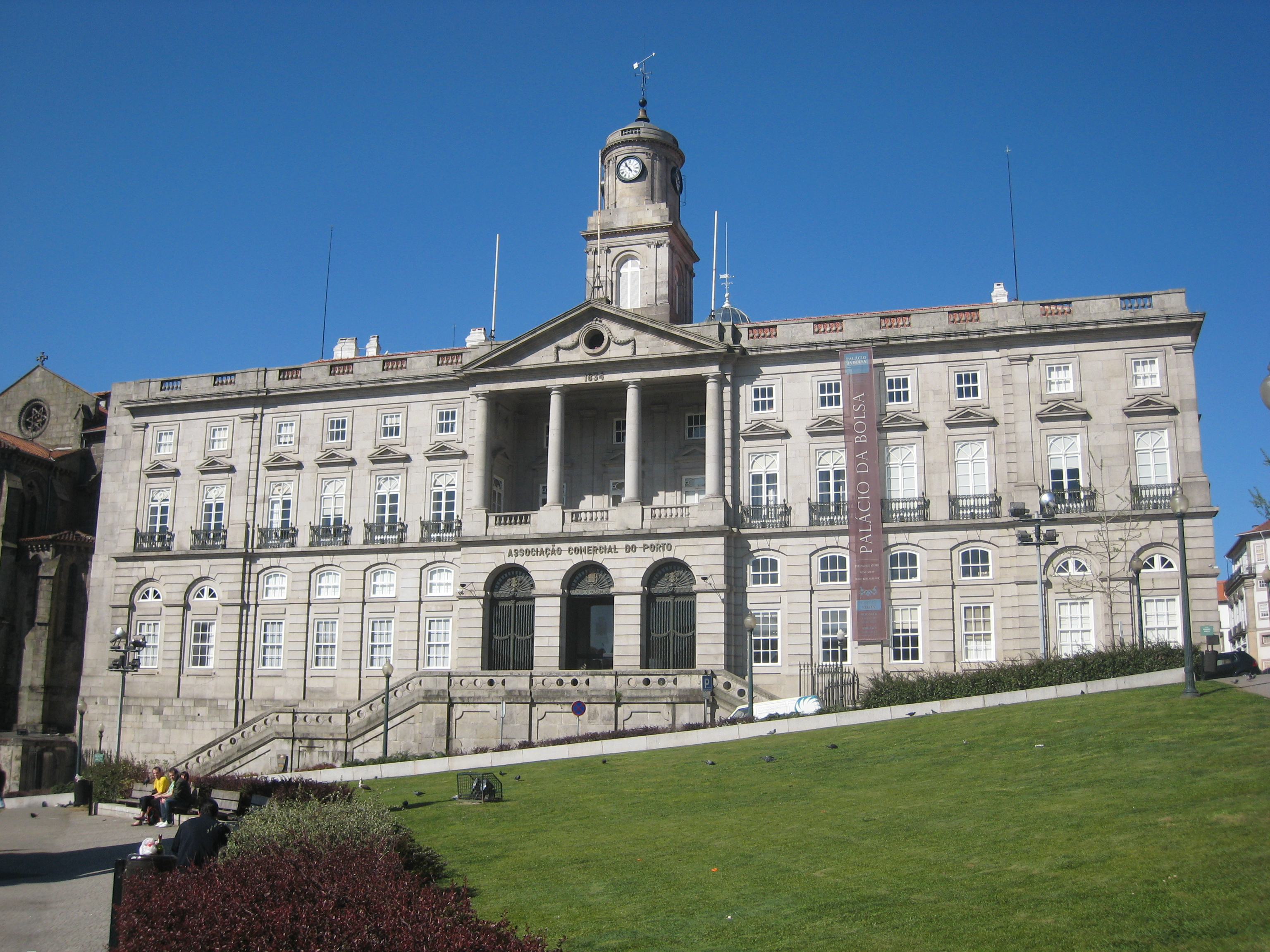
Immagine del Palácio da Bolsa a Porto

Il Palácio da Bolsa (Palazzo della Borsa), o più precisamente il Palácio da Associação Comercial do Porto, è un palazzo storico della città di Porto, in Portogallo. L'edificio fu costruito nel XIX secolo dall'associazione commerciale cittadina (Associação Comercial) in stile neoclassico. Si trova in Rua Ferreira Borges, nel centro storico di Porto, sito patrimonio dell'umanità dell'UNESCO.

## Storia
Il palazzo è situato a lato della Chiesa di San Francesco, edificio del complesso del convento di San Francesco, fondato nel XIII secolo. Il 24 luglio 1832, durante la Guerra civile portoghese, un incendio distrusse i chiostri del convento, risparmiando la chiesa. Nel 1841, la regina Maria II donò le rovine del convento ai mercanti della città, che decisero di utilizzare il sito per erigere la sede dell'associazione commerciale. I lavori cominciarono nel 1842 e, sebbene la struttura fosse completa già nel 1850, le decorazioni interne furono terminate solo nel 1910, e coinvolsero vari artisti differenti.

## Struttura
Il primo ideatore del Palácio fu Joaquim da Costa Lima Júnior, che seguì i lavori dal 1842 sino al 1860; responsabile del progetto generale, disegnò una struttura di stile neoclassico con influenze palladiane, secondo la moda architettonica in voga dai primi dell'800 nella città, ispirato da edifici quali l'Hospital de Santo António dell'architetto inglese John Carr, o dalla Feitoria Inglesa di John Whitehead, e da molti progetti del architetto portoghese Carlos Amarante.

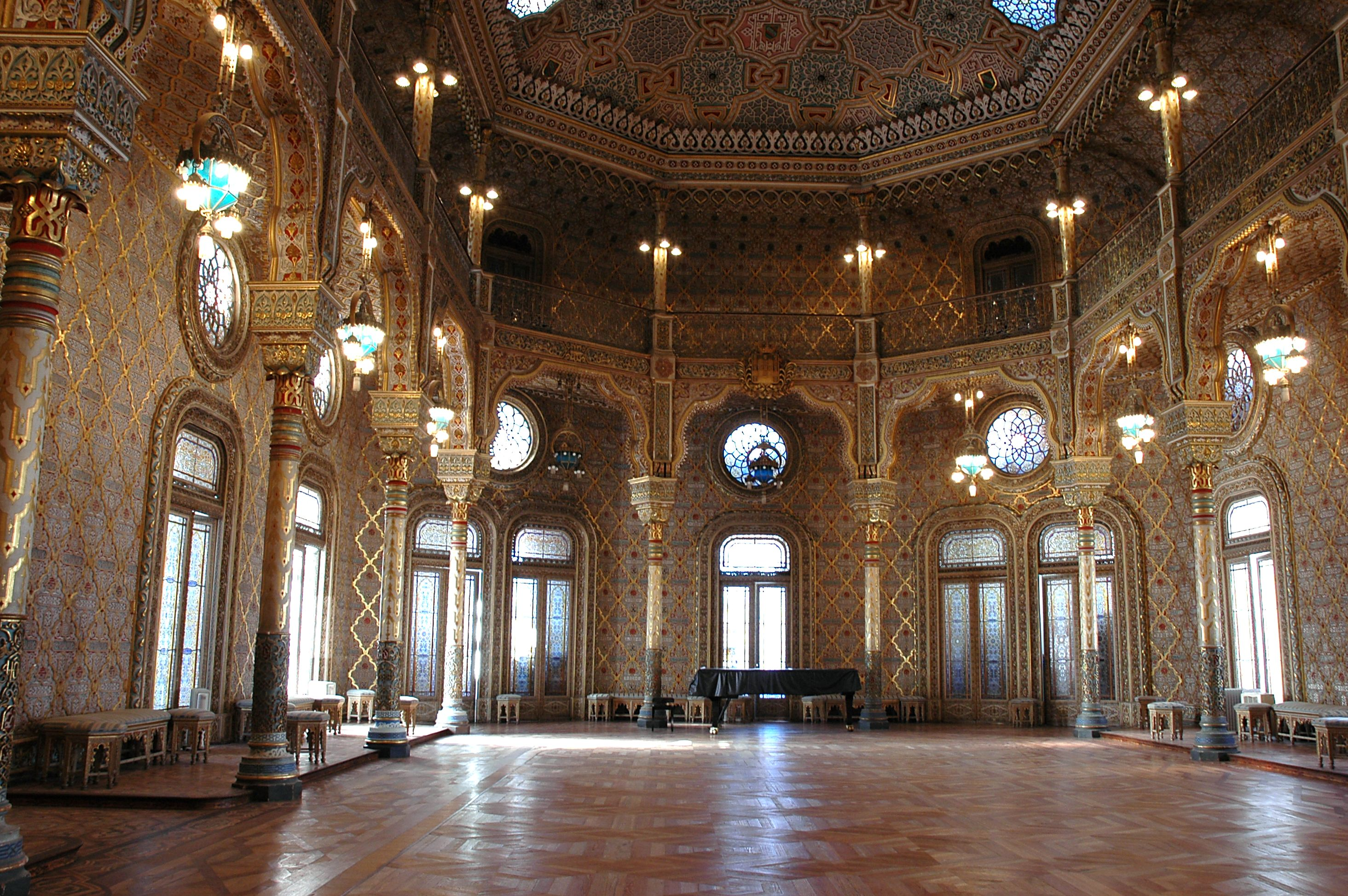
La sala araba

Altri architetti che contribuirono al completamento decorativo e a dettagli architettonici furono principalmente Gustavo Adolfo Gonçalves e Sousa (autore della scala e della Sala Araba), Tomás Augusto Soler (Cupola metallica del cortile) e Joel da Silva Pereira (Tribunale).
Le magnifiche decorazioni interne sono frutto del lavoro di svariati artisti: il cortile interno, chiamato Pátio das Naçoes (Cortile delle Nazioni) è ricoperto da una cupola ottagonale, costruita a partire dal 1880, con intelaiatura metallica e copertura in pannelli di vetro, decorata internamente, nella sua parte inferiore, dagli stemmi del Portogallo e dei paesi con cui il Portogallo intratteneva relazioni commerciali nel XIX secolo. Al fondo del cortile si trova la scala di Gonçalves e Sousa, del 1868, adornata da busti scolpiti da António Soares dos Reis e António Teixeira Lopes; gli affreschi del soffitto furono dipinti da António Ramalho.
Svariate stanze del palazzo, tra cui il "sala del tribunale", la "sala dell'assemblea" e la "sala dorata", sono adornate con mobili di José Marques da Silva, dipinti allegorici di José Maria Veloso Salgado e João Marques de Oliveira, sculture di Teixeira Lopes e molte altre opere artistiche; la biblioteca, inoltre, contiene circa 10 000 volumi. La sala principale del palazzo è, comunque, la "sala Araba", costruita tra il 1862 e il 1880 da Gonçalves e Sousa. La stanza è decorata in stile neomoresco, uno stile esotico in auge in quel periodo, ed è utilizzata per il ricevimento di personalità e vertici di stato in visita a Porto.